# Фалфьюрриас
Фалфьюрриас (англ. Falfurrias) — город в США, расположенный в южной части штата Техас, административный центр округа Брукс. По данным переписи за 2010 год число жителей составляло 4981 человек, по оценке Бюро переписи США в 2018 году в городе проживало 4644 человека.

## История
Город был основан одним из первых скотоводов и землевладельцев долины Рио-Гранде Эдвардом Ласатером, основавшим в 1895 году ранчо на севере округа Старр. Ранчо было названо Фалфьюрриас по названию рощи деревьев (исп. La Mota de Falfurrias), рядом с которой было построено основное здание ранчо. В 1904 году Ласатер уговорил руководство железной дороги San Antonio and Aransas Pass Railway провести пути к своему ранчо. Конечной станцией в шести километрах к востоку от его дома стал основанный город Фалфьюрриас, название же своего ранчо Ласатер изменил на Ла-Мота. Происхождение названия города доподлинно неизвестно, Ласатер считал, что это слово пришло от липанов и означало «земля торжества сердца», другие полагали, что это слово испанское, означающее цветок, растущий в местной пустыне. Также были люди, которые полагали, что название просто написано с ошибкой.
В 1898 году открылось почтовое отделение города, в 1906 году начала выходить первая газета Falfurrias Facts. В 1909 году Ласатер основал маслобойню и заказал для этих целей джерсейских коров. Позже утверждалось, что стадо стало самым большим для этой породы в мире. В 1911 году власти Техаса разрешили жителям основать новый округ, Фалфьюрриас стал административным центром. В 1920-х годах была построена ирригационная система, и в регионе стали появляться фермеры, которые начали выращивать цитрусовые. Фалфьюрриас был основным транспортировочным центром региона. В 1930-х и 1940-х годах в регионе были обнаружены нефть и природный газ, ставшие одними из основных источников доходов города.

## География
Фалфьюрриас находится в северной части округа, его координаты: 27°13′28″ с. ш. 98°08′43″ з. д..
Согласно данным бюро переписи США, площадь города составляет около 7,4 км2, полностью занятых сушей.

### Климат
Согласно классификации климатов Кёппена, в Фалфьюрриасе преобладает влажный субтропический климат (Cfa).
| Показатель                    | Янв.  | Фев. | Март | Апр. | Май  | Июнь | Июль | Авг. | Сен. | Окт. | Нояб. | Дек.  | Год   |
| ----------------------------- | ----- | ---- | ---- | ---- | ---- | ---- | ---- | ---- | ---- | ---- | ----- | ----- | ----- |
| Абсолютный максимум, °C       | 35,6  | 38,9 | 40,6 | 43,3 | 43,3 | 46,1 | 44,4 | 44,4 | 43,9 | 38,3 | 36,1  | 36,1  | 46,1  |
| Средний суточный максимум, °C | 20,7  | 22,9 | 26,6 | 30,2 | 32,8 | 35,3 | 36,7 | 37   | 34   | 30,4 | 25,2  | 21,3  | 29,4  |
| Средняя температура, °C       | 14    | 15,9 | 19,4 | 23,4 | 26,4 | 28,9 | 29,8 | 29,9 | 27,6 | 23,4 | 18,4  | 14,7  | 22,7  |
| Средний суточный минимум, °C  | 7,2   | 8,9  | 12,2 | 16,6 | 20   | 22,4 | 23,1 | 22,8 | 21,1 | 16,4 | 11,6  | 8,1   | 15,9  |
| Абсолютный минимум, °C        | −12,8 | −9,4 | −8,3 | −1,1 | 6,1  | 10,6 | 15,6 | 15,6 | 6,1  | −2,2 | −6,7  | −10,6 | −12,8 |
| Норма осадков, мм             | 31    | 31   | 24   | 41   | 74   | 74   | 52   | 60   | 111  | 65   | 32    | 34    | 630   |
| Источник: weatherbase.com     |       |      |      |      |      |      |      |      |      |      |       |       |       |

## Население
Согласно переписи населения 2010 года в городе проживал 4981 человек, было 1812 домохозяйств и 1270 семей. Расовый состав города: 88,8 % — белые, 0,5 % — афроамериканцы, 0,5 % — коренные жители США, 0,4 % — азиаты, 0 % — жители Гавайев или Океании, 8,1 % — другие расы, 1,7 % — две и более расы. Число испаноязычных жителей любых рас составило 92 %.
Из 1812 домохозяйств, в 38,9 % живут дети младше 18 лет. 39,2 % домохозяйств представляли собой совместно проживающие супружеские пары (15 % с детьми младше 18 лет), в 24 % домохозяйств женщины проживали без мужей, в 6,8 % домохозяйств мужчины проживали без жён, 29,9 % домохозяйств не являлись семьями. В 26,8 % домохозяйств проживал только один человек, 13,5 % составляли одинокие пожилые люди (старше 65 лет). Средний размер домохозяйства составлял 2,71 человека. Средний размер семьи — 3,28 человека.
Население города по возрастному диапазону распределилось следующим образом: 32,1 % — жители младше 20 лет, 22,1 % находятся в возрасте от 20 до 39, 28,9 % — от 40 до 64, 16,8 % — 65 лет и старше. Средний возраст составляет 35,5 года.
Согласно данным пятилетнего опроса 2018 года, медианный доход домохозяйства в Фалфьюрриасе составляет 25 772 доллара США в год, медианный доход семьи — 28 158 долларов. Доход на душу населения в городе составляет 12 721 доллар. Около 38,1 % семей и 41 % населения находятся за чертой бедности. В том числе 52,4 % в возрасте до 18 лет и 26 % старше 65 лет.

## Местное управление
Управление городом осуществляется городским советом, состоящим из шести человек, в число которых входят мэр и его заместитель.

## Инфраструктура и транспорт
Основными автомагистралями, проходящими через Фалфьюрриас, являются:
- автомагистраль 281 США идёт с севера от Алиса на юг к Эдинбергу.
- автомагистраль 285 Техаса идёт с востока от пересечения с автомагистралью 77 США в Ривере на запад к Хебронвиллу.

В городе располагается аэропорт округа Брукс. Аэропорт располагает двумя взлётно-посадочными полосами длиной 1831 и 920 метров. Ближайшим аэропортом, выполняющим коммерческие рейсы, является международный аэропорт Корпус-Кристи. Аэропорт находится примерно в 115 километрах к северо-востоку от Фалфьюрриаса.

## Образование
Город обслуживается независимым школьным округом округа Брукс.

## Экономика
Согласно финансовому отчёту города за 2013 финансовый год, Фалфьюрриас владел активами на $7,51 млн, долговые обязательства города составляли $3,29 млн. Доходы города составили $3,74 млн, расходы города — $3,25 млн .